# Povijest Balkana
Povijest Balkana obuhvaća više tisućljeća. Identitet Balkana određen je njegovim geografskim položajem i poviješću. Prostor je bio poznata kao raskrižje različitih kultura. Bila je to granica između latinskog i grčkog dijela Rimskog Carstva. U religiji je to bila granica između pravoslavlja, katolicizma i islama.
Balkanska regija bila je prva regija u Europi koja je doživjela dolazak poljoprivrednih kultura u doba neolitika. Uzgoj žitarica i stočarstva stigao je na područje Balkana od Plodnog polumjeseca, preko Anadolije, te se proširio na zapadnu i sjevernu Panoniju i istočnu Europu.
Prema arheološkim dokazima, prostor je bio naseljen od 200,000 godina pr. Kr. od strane aurignacijske i gravetijske kulture. Neolitska kultura razvijala se od 7000. godine pr. Kr. pa nadalje, među tom kulturom bila je razvijena i keramička umjetnost. Od 3500. godine pr. Kr. regiju su kolonizirali polunomadi iz ruskih stepa, a kasnije i narodi iz srednje Europe. Prostor je pripadao raznim narodima kao što su: Perzijanci, Grci, Rimljani, Bizantinci i Osmanlije. Narodi poput Srba, Bugara i Mađara također su uspjeli uspostaviti mala carstva u regiji, ali ona nisu obuzdala napredovanje Osmanskog Carstva koje je proširilo svoje carstvo na ovaj prostor u drugoj polovici 14. stoljeća.
U pretklasičnoj i klasičnoj antici ovo je područje bilo dom Grka, Ilira, Tračana, Dačana i drugih antičkih skupina. Kasnije je Rimsko Carstvo osvojilo veći dio Balkana i promoviralo rimsku kulturu i latinski jezik, ali je veliki dio  došao pod klasični grčki utjecaj. Tijekom srednjeg vijeka, Balkan je postao poprište niza ratova između Bizantskog Carstva, Bugarskog Carstva i Srpskog Carstva.
Vjerojatno je povijesni događaj koji je ostavio najveći pečat u kolektivnom sjećanju naroda Balkana širenje i kasniji pad Osmanskog Carstva. Do kraja 16. stoljeća postalo je sila u regiji. Mnogi narodi stavljaju svoje najveće narodne heroje u obranu od Osmanskog Carstva. Kao primjer kod Hrvata, Nikola Šubić Zrinski i Petar Kružić; kod Srba Miloš Obilić i Lazar Hrebeljanović; kod Albanaca Skenderbeg; Makedonaca Nikola Karev; Bosanaca Husein Gradaščević; a Bugara Vasil Levski, Georgi Sava Rakovski i Hristo Botev. Tijekom 550 godina, zbog čestih osmanskih ratova, te usporedne izolacije većine osmanskog stanovništva od ekonomskog napretka (što odražava komercijalni i politički pomak iz srednje Europe na Atlantik), Balkan je postao najnerazvijeniji dio Europe.
Balkanske nacije počele su obnavljati svoju neovisnost u 19. stoljeću (Grčka, Srbija, Bugarska, Crna Gora), a 1912.-1913. Balkanski savez je Balkanskim ratovima smanjio teritorij Turske do sadašnjeg opsega. Prvi svjetski rat potaknut je 1914. atentatom u Sarajevu (glavnom gradu Bosne i Hercegovine) na nadvojvodu Franju Ferdinanda, nasljednika Austro-Ugarske.
Izbijanjem Prvog svjetskog rata, Osmansko Carstvo pristupilo je Trojnom paktu. Važan doprinos pobjedi Antante dogodio se, nakon što se Grčka 1917. godine uključila u rat, kapitulacijom Bugarske i Osmanskog Carstva, što je dovelo do kapitulacije Austro-Ugarske.
Uspjeh grčkih snaga protiv Osovine tijekom Drugog svjetskog rata, a potom i albanski, grčki i srpski otpor, promijenili su tijek rata i saveznici su napravili odlučujući korak prema pobjedi. Nakon Drugog svjetskog rata, Sovjetski Savez i komunizam odigrali su vrlo važnu ulogu na području Balkana. Tijekom Hladnog rata, većinom balkanskih zemalja vladale su komunističke vlade koje je podržavao Sovjetski Savez (tzv. satelitske zemlje). Grčka je ostala jedina nekomunistička zemlja, ali je bila i jedina zemlja u Europi u kojoj je Hladni rat postao "vrući" zbog Grčkog građanskog rata.
Međutim, unatoč tome što su bile pod komunističkim vladama, Jugoslavija (1948.) i Albanija (1961.) napustile su savez sa Sovjetskim Savezom. Jugoslavija, na čelu s Josipom Brozom Titom (1892.-1980.), odbila se pokoriti staljinističkom režimu, te je nastojala ojačati odnose sa Zapadom, kasnije se pridružila mnogim zemljama Trećeg svijeta u Pokretu nesvrstanih. Albanija je, s druge strane, gravitirala komunističkoj Kini, a kasnije je zauzela izolacionistički stav.
Jedine nekomunističke zemlje u regiji bile su Grčka i Turska, koje su bile (i još uvijek jesu) dio NATO-a.
Devedesetih godina prošlog stoljeća, na Balkanu je bilo više ratova, što je rezultiralo intervencijom NATO snaga u Bosni i Hercegovini, Srbiji i Republici Makedoniji. Kosovo je došlo pod kontrolu UN-a i steklo neovisnost od Srbije 2008.
Grčka je članica Europske unije od 1981., Cipar od 2004., Bugarska i Rumunjska pridružile su se Uniji 2007, a Hrvatska 2013. godine. Nato Savezu 2004. godine pristupaju: Bugarska, Rumunjska, a pozivnicu za članstvo na samitu u Bukureštu 2008. godine dobile su Hrvatska i Albanija, koje su ušle već sljedeće, 2009. godine.